# Oxtorget, Jönköping
Oxtorget var ett torg på Väster i Jönköping på 1800-talet.
Oxtorget är idag tomtmark. Det avgränsades i norr av Oxtorgsgatan, i väster av Barnarpsgatan, i öster av Kyrkogatan och i söder av ett kvarter som låg något söder om förlängningen av dåvarande Gjuterigränd (numera Gjuterigatan).
Vid torgets sydöstra del låg från 1862 Jönköpings gasverk.
Oxtorget omvandlades 1869 till park med trädgårdsland för Västra folkskolan. Västra folkskolan, som inrättats 1863, låg fram till 1881 vid Kyrkogatan, nära Oxtorget. Området blev från 1898 tomt för stadens brand- och polisstation och 1906–1907 för Jönköpings spårvägars vagnhallar och kontor samt kontor för Jönköpings elverk.